# Кара Олександр Дмитрович
Олександр Дмитрович Кара — український живописець. Член НСХУ (2000). Заслужений художник України (2012). 

## Життєпис
Народився 14 квітня 1956 року в селі Нові Трояни тепер Болградського району Одеської області. Академічну освіту здобув на художньо-графічному факультеті Одеського педагогічного інституту імені Ушинського (1977—1982 рр.). Член НСХУ (2000). Заслужений художник України (2012). Живе і творчо працює у м. Ізмаїл (Україна). Премія ім. Т. Яблонської НСХУ (2018). Спеціалізувався з дисципліни «Стінопис» у Великотирн. ун-ті cв. Кирила та Мефодія (Болгарія, 2003; майстерня Д. Заїмова). Від 1989 — викладач малюнку та живопису на кафедрі образотворчого мистецтва, від 2015 — доцент Ізмаїльського гуманітарного ун-ту (Одесбка обл.). Від 2008 — голова Ізмаїльської міської орг-ції НСХУ. Учасник міжнар. пленерів, виставок від 1992. Персональні вимставки — в Одесі (1995, 2008), Софії (2005), Ялті (АР Крим, 2007). Автор композицій на тему Бессарабії.
Основні галузі — олій. та енкауст. живопис, що характеризується образністю, поетичністю, використанням лаконічних засобів, поєднанням сучасних тенденцій із традиціями православ. мист-ва Київ. Русі та Болгарії. Окремі роботи зберігаються в Ізмаїл. картин. галереї, Центрі болгарської культури (м. Болград), Всеукраїнському центрі болгарської культури (Одеса), Нац. музеї болгар. образотвор. мист-ва (Софія).
Має понад 20 персональних виставок, в тому числі: в Національній картинній галереї Республики Болгарія (2005), Народному Зібранні Республіки Болгарія (2005), Кримському республіканському закладі «Лівадійський палац-музей» (Ялта, 2007), Генеральному консульстві Республіки Болгарія (Одеса, 2008); Київському музеї історії (2012), 160 колективних виставок в Україні й за кордоном, 9 нагород за живопис.
Автор 43 публікацій, з яких 9 наукових, 31 творчі, 3 методичні посібники. Учасник міжнародних пленерів «Золотий Орфей» (Болгарія, 1992), «Святий Лука» (Болгарія, 1996), «Осойниця» (Македонія, 1997 р.), «Такмаклі» (Болгарія, 2005), зокрема у м.Чімішлія  (Молдова, 2013) та ін.
Громадська діяльність: З 1998 року виступає ініціатором і куратором бієнале дитячої творчості «Діти Бессарабії» і республіканського пленеру «Буджакська палітра». У 2005 році став лауреатом і переможцем конкурсу «Людина року», на який був висунутий Асоціацією болгар України у номінації «живопис». Бере активну участь у Міжнародних виставках, творчих зустрічах художників Нижнього Подунав'я.

## Твори
«Троянка» (1996), «Бессарабський мотив» (1998), «Баба Марта» (2000), «Причастя» (2004), «Перша борозна» (2005), «Царська тиша» (2006), «Осінь під старою яблунею», «Виноградна лоза» (обидва — 2007), «Хоро» (2007), «Ниті з минулого» (2008), «Різдвяні гості» (2010), «Золота лоза» (2012), «Купання» (2014), «Святий Георгій» (2014).
«Берегиня», «Весняне таїнство» (обидва — 2011).